# الوردة الحمراء (فلم)
الوردة الحمراء هو فيلم تلفزيوني مصري من إنتاج عام 2000 وتدور أحداث فيلم الوردة الحمراء في قالب من التشويق والإثارة والرومانسية حول قصة حب تنشأ بين أحد رجال العصابات وبين زوجة رئيس العصابة، وتتوالى أحداث فيلم الوردة الحمرا حيث ينشب الصراع بين رئيس العصابة وبين مساعده وذراعه الأيمن الذي طالما اعتمد عليه في أعماله المشبوهة، ومن خلال أحداث فيلم الوردة الحمرا ينتحر رئيس العصابة بعد أن تيقن من أن زوجته تحب رجله الأول، ويكمل العاشقان حياتهما بعد موت رئيس العصابة.
قصة الفيلم مأخوذة عن فيلم (Gilda)، وتاريخ عرضه يوافق عيد الفطر في مصر 1421 هـ.

## بطولة
- يسرا: جميلة
- أحمد رمزي: عزمي بية
- مصطفى فهمي صلاح
- حسين الإمام : هشام مدكور
- شمس: نورا

بالإشتراك مع: أنجيل آرام - هشام مدكور - متولي الضو - علي حسنين - شهاب الدين - هاني عبد العزيز - بهجت السمري - سيد جبر - عاطف رمضان - أسامة محيي - عمرو توفيق - ميشيل الياس - عمرو أبو النصر - متولي الضوي - اسامه الصيرفي - خالد زكي
| - إخراج : ايناس الدغيدي - تأليف :عبد الحي اديب - مساعد مخرج أول : أسامة فريد - مهندس الصوت : صفوت عبدة عبد الخالق - مؤثرات : أنور حنفي - ماكيير : جمال رمضان | - كوافير : حليم - مونتاج نيجاتيف : مارسيل صالح - مصمم الاستعراضات : رزق دهب - مصمم رقصات : كريم استروجو - ازياء : منى الرزقاني |

| - تأليف : مجدي كامل - الحان : حسين الامام - موسيقى تصويرية : حسين الامام - مونتاج : د. سلوى بكير - مدير التصوير : طارق التلمساني | - تصميم العناوين : نوال - ميكساج : المهندس / جمعة عبد اللطيف - منتج فني : فوزية إبراهيم - توزيع لجميع انحاء العالم اتحاء الإذاعة والتلفزيون |

## وصلات خارجية
- مقالات تستعمل روابط فنية بلا صلة مع ويكي بيانات